# Unterseeboot 551
L'Unterseeboot 551 ou U-551 est un sous-marin allemand (U-Boot) de type VIIC utilisé par Kriegsmarine pendant la Seconde Guerre mondiale.
Le sous-marin fut commandé le 25 septembre 1939 à Hambourg (Blohm & Voss), sa quille fut posée le 21 novembre 1939, il fut lancé le 14 septembre 1940 et mis en service le 7 novembre 1940, sous le commandement du Kapitänleutnant Karl Schrott.
L'U-551 n'a ni endommagé ni coulé de navire au cours de l'unique patrouille (11 jours en mer) qu'il effectua.
Il fut coulé en mars 1941 dans l'Atlantique Nord.

## Conception
Unterseeboot type VII, l'U-551 avait un déplacement de 769 tonnes en surface et 871 tonnes en plongée. Il avait une longueur totale de 67,10 m, un maître-bau de 6,20 m, une hauteur de 9,60 m et un tirant d'eau de 4,74 m. Le sous-marin était propulsé par deux hélices de 1,23 m, deux moteurs diesel Germaniawerft M6V 40/46 de 6 cylindres en ligne de 1 400 cv à 470 tr/min, produisant un total de 2 060 à 2 350 kW en surface et de deux moteurs électriques BBC GG UB 720/8 de 375 cv à 295 tr/min, produisant un total 550 kW, en plongée. Le sous-marin avait une vitesse en surface de 17,7 nœuds (32,8 km/h) et une vitesse de 7,6 nœuds (14,1 km/h) en plongée. Immergé, il avait un rayon d'action de 80 milles marins (150 km) à 4 nœuds (7,4 km/h; 4,6 milles par heure) et pouvait atteindre une profondeur de 230 m. En surface son rayon d'action était de 8 500 milles nautiques (soit 15 700 km) à 10 nœuds (19 km/h). 
L'U-551 était équipé de cinq tubes lance-torpilles de 53,3 cm (quatre montés à l'avant et un à l'arrière) qui contenait quatorze torpilles. Il était équipé d'un canon de 8,8 cm SK C/35 (220 coups) et d'un canon antiaérien de 20 mm Flak. Il pouvait transporter 26 mines TMA ou 39 mines TMB. Son équipage comprenait 4 officiers et 40 à 56 sous-mariniers.

## Historique
Il est à l'entraînement dans la 7. Unterseebootsflottille jusqu'au 1er mars 1941, puis il rejoint son unité de combat dans cette même flottille.
Sa première patrouille est précédée d'un court trajet de Kiel à Bergen. Elle commence le 18 mars 1941 au départ de Bergen pour l'Atlantique Nord. Le 23 mars 1941, l'U-551 est coulé à la position 62° 37′ N, 16° 47′ O, par des charges de profondeur d'un chalutier armé anti-sous-marins britannique HMT Visenda, à l'est-sud-est de Vik.
Les 45 hommes d'équipage meurent dans cette attaque.

## Affectations
- 7. Unterseebootsflottille du 7 novembre 1940 au 1er mars 1941 (Période de formation).
- 7. Unterseebootsflottille du 1er mars 1941 au 23 mars 1941 (Unité combattante).

## Commandement
- Kapitänleutnant Karl Schrott du 7 novembre 1940 au 23 mars 1941.

## Patrouilles
|       | Commandant          | Départ       | Départ | Arrivée      | Arrivée | Jours    | Succès |
| ----- | ------------------- | ------------ | ------ | ------------ | ------- | -------- | ------ |
|       | Kptlt. Karl Schrott | 9 mars 1941  | Kiel   | 13 mars 1941 | Bergen  | 5 jours  |        |
| 1     | Kptlt. Karl Schrott | 18 mars 1941 | Bergen | 23 mars 1941 | Coulé   | 6 jours  |        |
| Total | Total               | Total        | Total  | Total        | Total   | 11 jours | 0 t    |

Note : Kptlt. = Kapitänleutnant